# Sergio Méndez
Sergio de Jesús Méndez Bolaños (ur. 14 lutego 1942 w Santa Elena, zm. 18 grudnia 1976 w San Miguel) – salwadorski piłkarz, reprezentant kraju grający na pozycji pomocnika. 

## Kariera klubowa
Sergio Méndez podczas kariery piłkarskiej występował w klubach Atlético Marte San Salvador.

## Kariera reprezentacyjna
Sergio Méndez grał w reprezentacji Salwadoru w latach sześćdziesiątych i siedemdziesiątych. W 1968 roku wystąpił na Igrzyskach Olimpijskich w Meksyku, gdzie wystąpił w przegranych meczach z Izraelem, Węgrami i zremisowanym z Ghaną. W 1970 roku uczestniczył w Mistrzostw Świata 1970. Na Mundialu w Meksyku wystąpił w spotkaniu ZSRR.